# Terhes Gyula (nyomdász)
Terhes Gyula (Szamosújvár, 1882. július 15. – Kolozsvár, 1945. augusztus 3.) erdélyi magyar nyomdász, lapszerkesztő, szakíró.

## Életútja
Tanulmányait szülővárosában végezte. 1920–40 között a kolozsvári Minerva Nyomdában dolgozott. A Romániai Grafikai Munkások Szövetségének főtitkára, 1940–44 között a Magyarországi Grafikai Munkások Szövetségének tartományi főtitkára volt, Kolozsváron városi tanácsos; képviselő a Nyomdászinternacionáléban.

## Munkássága
A Typograph, majd a Gutenberg Typograph címen megjelenő nyomdászszaklapokat irányította 1920–40 között. Cikkeit nem írta alá, de mint főtitkár ő készítette a Grafikai Munkások Szövetségének évi jelentéseit és beszámolóit; ezekben tájékoztatott a gazdasági helyzetről és a Szövetséghez tartozó 22 szakszervezet működéséről. E jelentések húsz kötete és a bennük szereplő statisztikai adatok fontos forrásai az 1919–40 közötti időszak erdélyi magyar nyomdatörténetének.